# Гусев, Борис Сергеевич (писатель)
Бори́с Серге́евич Гу́сев (20 июня 1927, Ленинград — 18 апреля 2009, Санкт-Петербург) — советский прозаик, очеркист, журналист.

## Биография
Родился в семье Сергея Борисовича Гусева-Глаголина (1904—1942), актёра, режиссёра и сценариста Ленинградской кинофабрики и Аиды Петровны Гусевой-Бадмаевой (1907—1975), врача. По матери был внуком врача П. А. Бадмаева, по отцу был внуком артиста и режиссёра Б.С. Глаголина. Отец был арестован в июне 1941 года по обвинению в «шпионаже» и расстрелян в тюрьме города Златоуст Челябинской области 22 июня 1942 года.  Реабилитирован в 1958 году.
Во время Великой Отечественной войны в 1942–1944 годах служил в армии, уйдя на фронт в возрасте 15-и лет, участник обороны Ленинграда. Демобилизован после второй контузии.
После войны окончил элетромеханический техникум, работал технологом на заводе «Красная заря». В 1954 году окончил литературный факультет ЛГПИ им. А. И. Герцена, в том же году вступил в КПСС. С 1954 года по 1958 год работал корреспондентом ленинградской молодежной газеты «Смена». Его скоро заметили как талантливого очеркиста и фельетониста. В 1958–60 годах был корреспондентом ленинградских газет «Советская торговля» и «Водный транспорт». В 1960 году он стал корреспондентом газеты «Известия». Писал о знаменитых ленинградских рабочих, ученых, деятелях культуры, но особо его привлекали судьбы героев Великой Отечественной войны, был членом Союза писателей СССР, Союза писателей России.
Борис Сергеевич скончался в ночь с 17 на 18 апреля 2009 года. Похоронен на Серафимовском кладбище.

## Награды
- Орден Отечественной войны.
- Орден Трудового Красного Знамени.
- Медаль «За боевые заслуги».
- Медаль «За оборону Ленинграда».
- Медаль «За победу над Германией».
- и другие.

## Семья
Дочери: Наташа, Екатерина.

## Публикации

### Романы
- «За три часа до рассвета»[12]. Тираж 30000.
- «Ось жизни».
- «Люди, которых я знаю».
- «Затмение».

### Повести
- «Выход из окружения. Жамсаран и его дочь».
- «Дорожное золото»,
- «Затмение»,
- «Иди за своею звездой»,
- «Имя на камне» (1985),
- «На поле брани»,
- «От кольца до кольца»,
- «Открытие»,
- «След»,
- «Серёжин круг» (1976)[13],
- «Тот караван ушёл»,
- «Уготованная судьба // три жизни»,
- «Человек издалека»,
- «Чудова быль».

### Рассказы
- «Ночь в Ясной Поляне»,
- «Невская крепость».